# Lady Mastermind
Lady Mastermind (echte naam Regan Wyngarde) is een personage uit de strips van Marvel Comics. Ze maakte haar debuut in X-Treme X-Men #6 (December 2001) en werd bedacht door Chris Claremont en Salvador Larroca.

## Biografie
Lady Mastermind is een van de twee dochters van Jason Wyngarde, de originele Mastermind. Ze heeft een intense haat tegen haar halfzus Martinique. Ze werd oorspronkelijk gebruikt in een plan van Sebastian Shaw om wraak te nemen op Tessa en controle te krijgen over de onderwereld van Sydney.
In een poging om Tessa weer voor Shaw te laten werken, plaatste Lady Mastermind haar in een serie illusies. Met de hulp van Lifeguard wist Sage echter uit de illusies te breken en reflecteerde Regans krachten naar haar terug, waardoor ze in een Coma vigil terechtkwam.
Regan is een van de weinige mutanten die haar krachten behield na de gebeurtenissen uit House of M. In X-Men (2e serie) #188, vonden Cannonball en Iceman een in coma verkerende Regan. Het bleek dat ze het slachtoffer was geworden van wetenschappers van de Fordyce Clinic, die wilden weten of iemand mutatie kan oplopen als ziekte.
Regan ontwaakte uit haar coma en sloot zich aan bij de X-Men. Ze is lid van Rogues team, maar Rogue vertelde haar dat ze slechts bij het team blijft tot ze hun nieuwste vijand hebben verslagen.

## Krachten en vaardigheden
Lady Mastermind bezit de mutantenkracht om extreem overtuigende en realistische illusies op te wekken. Dezelfde gave die haar vader ook had.
Haar illusies zijn hypnotisch en haar slachtoffers accepteren ze als een feit, zelfs wanneer de illusie de wereld om hen heen plotseling verandert. Hierdoor kunnen de illusies perfect worden gebruikt om iemand te hersenspoelen.
Regans krachten kunnen ook iemand doden, aangezien de lichamen van haar slachtoffers op de illusies reageren alsof het echt gebeurt. Ze liet Viceroy bijvoorbeeld in de illusie belanden dat hij verdronk, en omdat hij dacht dat het echt was stierf hij.
In tegenstelling tot hun vader hebben zowel Regan als Martinique gelimiteerde telepathische krachten die hen in staat stellen de gedachten van hun vijanden te lezen, en de illusies nog echter te maken.
Ze draagt altijd twee pistolen met zich mee in de riem van haar X-Men-uniform.